# Kościół św. Marii Magdaleny w Koszycach (województwo małopolskie)
Kościół świętej Marii Magdaleny – rzymskokatolicki kościół parafialny należący do dekanatu kazimierskiego diecezji kieleckiej. Znajduje się w Koszycach w powiecie proszowickim, w województwie małopolskim.

## Historia i architektura
Jest to świątynia wzniesiona w latach 1881–1887 dzięki staraniom księdza proboszcza Antoniego Brudkiewicza. Budowla jest murowana i jednonawowa. Została konsekrowana przez biskupa Tomasza T. Kulińskiego 22 maja 1887 roku.
W ołtarzu głównym znajduje się obraz Matki Bożej z Dzieciątkiem, zwanej Matką Bożą Koszycką. Obraz powstał w I połowie XVII wieku. Został odnowiony w 1939 roku. Na zasuwie jest umieszczony obraz św. Marii Magdaleny, patronki świątyni, klęczącej u stóp Chrystusa, powstały w XIX wieku.

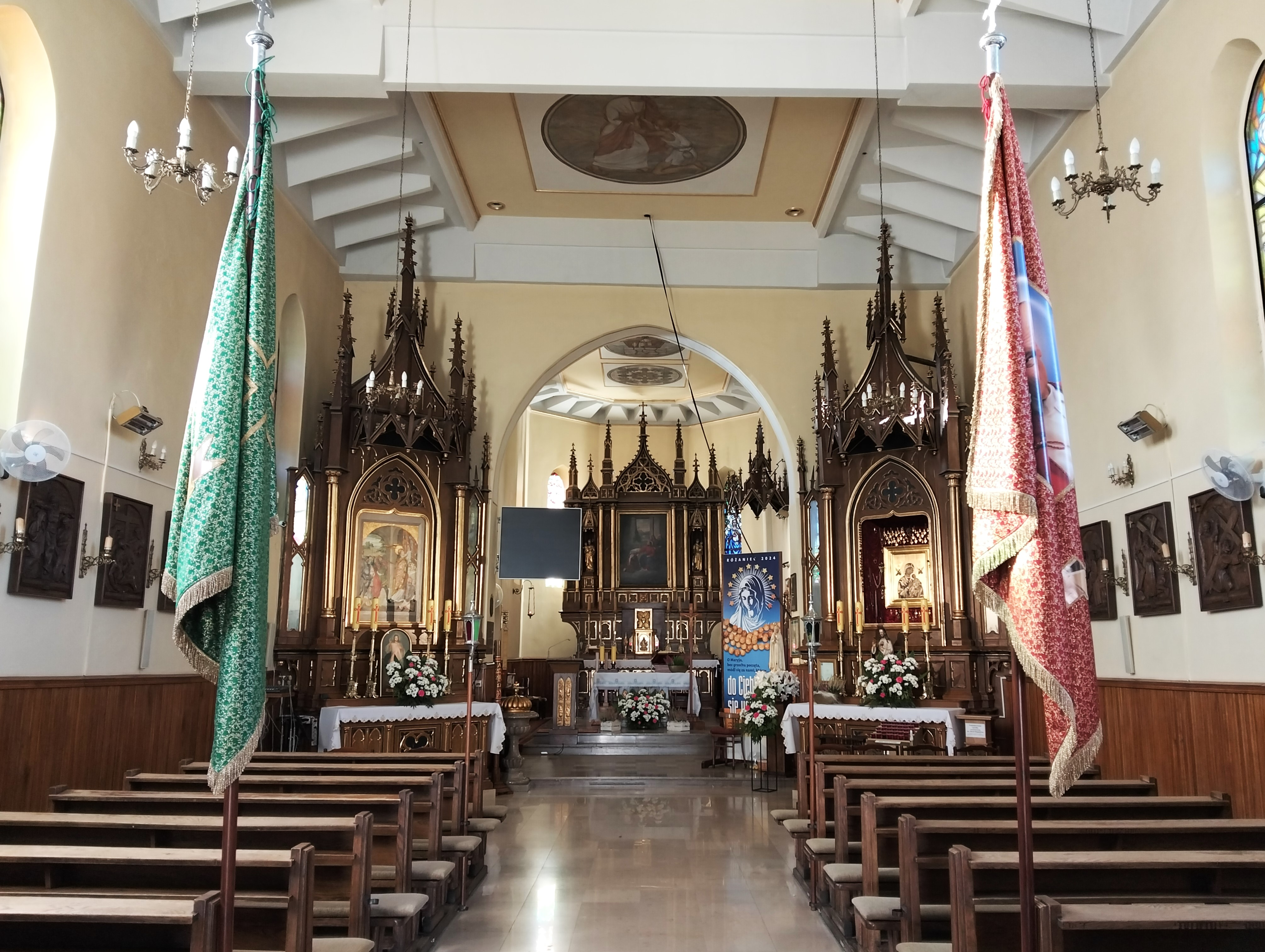
Wnętrze kościoła

W ołtarzu bocznym znajduje się cenny gotycko–renesansowy obraz na desce, powstały w pierwszej połowie XVI wieku, przedstawiający scenę zabójstwa św. Stanisława, patrona miasta. W prawym ołtarzu jest umieszczony znacznie młodszy, bo powstały w 1992 roku – obraz Matki Bożej Nieustającej Pomocy (na zasuwie znajduje się obraz patrona rolników św. Izydora). W kaplicy bocznej jest umieszczony ołtarz św. Krzyża, uratowany po pożarze drewnianej świątyni św. Krzyża. Złocone tabernakulum jest darem rodzin ze Stanów Zjednoczonych. Stacje Drogi Krzyżowej wyrzeźbione w litym drewnie, odznaczające się walorami artystycznymi, zostały wykonane w 1949 roku przez Wojciecha Durka z Kielc.
Oprócz zabytkowych, kunsztownie wykonanych naczyń liturgicznych, świątynia posiada m.in. relikwiarz św. Krzysztofa (z 1771 roku) w kształcie ręki, oraz ciekawe księgi, np. rytuał z 1756 roku, brewiarze, mowy pogrzebowe oraz ornaty, w tym współczesny – dar papieża Benedykta XVI w czasie pielgrzymki do Polski.